# La Fayette (film)
Pour les articles homonymes, voir Lafayette.
Pour plus de détails, voir Fiche technique et Distribution.

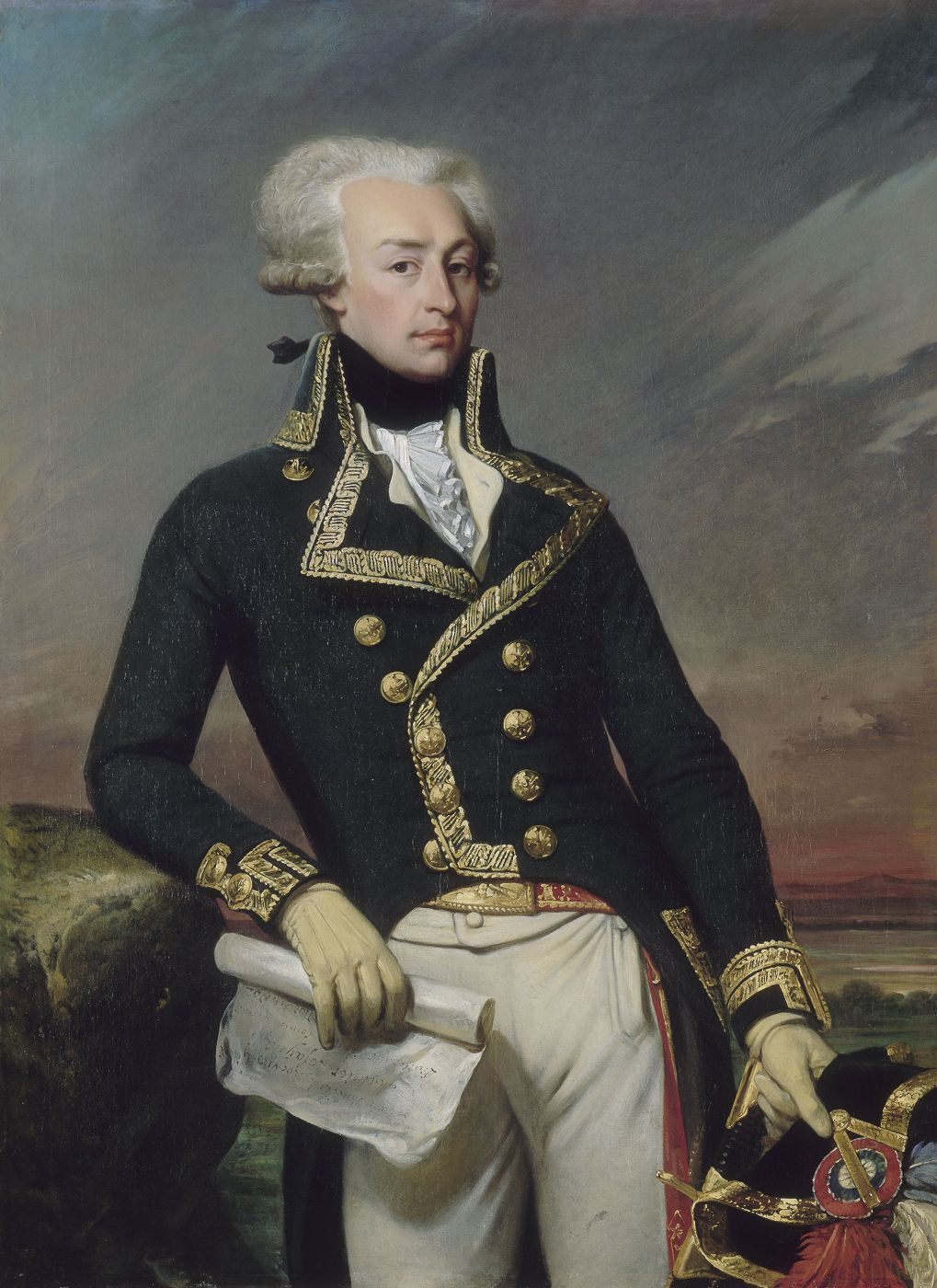

La Fayette est un film franco-italien réalisé par Jean Dréville, sorti en 1962.

## Synopsis
En 1776 le jeune marquis de La Fayette épouse la fille du duc d'Ayen, Adrienne. Sensible au soulèvement des colons des États-Unis, La Fayette rencontre à Paris, Silas Deane, envoyé par le congrès des Insurgés, puis Benjamin Franklin lui-même. Gagné à leur cause, il quitte l'armée royale et part combattre en Amérique.

## Fiche technique
Sauf indication contraire, les informations mentionnées dans cette section peuvent être confirmées par la base de données cinématographiques Unifrance,  présente dans la section « Liens externes ».
- Titre : La Fayette
- Réalisation : Jean Dréville
- Scénario (original) : Suzanne Arduini
- Adaptation : Jean-Bernard Luc, Suzanne Arduini, François Ponthier, Jean Dréville et Maurice Jacquin
- Dialogues : Jean-Bernard Luc
- Photographie : Roger Hubert et Claude Renoir
- Montage : René Le Hénaff
- Musique : Stève Laurent et Pierre Duclos
- Décors : Maurice Colasson
- Photographe de plateau : Léo Mirkine
- Son : Norbert Gernolle
- Directeur de production : Hugo Benedek
- Sociétés de production : Les Films Copernic - Cosmos Films - UFA - Comacico
- Pays de production :  France (majoritaire) -  Italie
- Langue de tournage : français
- Tournage : du 13 février 1961 au 7 août 1961
- Format : Couleur (Technicolor) — 2,35:1 — 35 mm — Son mono
- Durée : 158 minutes (2 h 38)  (DVD Gaumont : 134 minutes)
- Dates de sortie : 
  - France : 14 février 1962
  - Italie : 28 septembre 1962
  - États-Unis : 10 avril 1963
- Affiche : Clément Hurel (France)

## Distribution
- Michel Le Royer : Gilbert de La Fayette
- Howard St. John : George Washington
- Pascale Audret : Adrienne de La Fayette
- Jack Hawkins : le général Cornwallis
- Wolfgang Preiss : le baron Kalb
- Liselotte Pulver : Marie-Antoinette
- Albert Rémy : Louis XVI
- Roland Rodier : Mauroy
- Jacques Castelot : le duc d'Ayen
- Renée Saint-Cyr : la duchesse d'Ayen
- Edmund Purdom : Silas Deane
- Jean-Roger Caussimon : Maurepas
- Christian Garett : Compagnon de Lafayette
- Georges Rivière : Vergennes
- Orson Welles : Benjamin Franklin (voix d'Yves Brainville)
- Vittorio De Sica : Aaron Bancroft
- Rosanna Schiaffino : comtesse de Simiane (voix de Claire Guibert)
- Folco Lulli : capitaine Rocco Borsalino
- Henri Tisot : le comte de Provence
- Anthony Stuart : Le général Philip
- Lois Bolton : Mrs. Washington
- Michel Galabru : aubergiste de l'Epée de bois
- Jean-Jacques Delbo : l'exempt
- Roger Bontemps : La Royerie
- Jean Lanier :  général de Rochambeau
- Jean Degrave: duc de Noailles
- Jacques lamoise : cavalier

## Autour du film
- Le tournage a eu lieu aux studios de la Victorine à Nice, ainsi qu'en divers lieux de la Côte d'Azur (Parc de Vaugrenier, Plateau de Caussols, Club hippique Saint-Georges) et au château de Versailles (Cour d'Honneur, galerie des Glaces, salle du Conseil, cabinet intérieur de Louis XV, petit appartement de la reine, Grand Trianon, et théâtre de la Reine)[1].
- Sur son affiche, le film était présenté ainsi : "Fougueux et passionné, aimant la gloire et les femmes voici.. LA FAYETTE. La plus grandiose réalisation du cinéma français. 20 Vedettes Internationales - 300 Acteurs - 50.000 Figurants - 5.000 Cavaliers. Tourné en Super-Technirama 70 - Technicolor - Son Stéréophonique."